# Skridskor
För andra betydelser, se Skridsko.

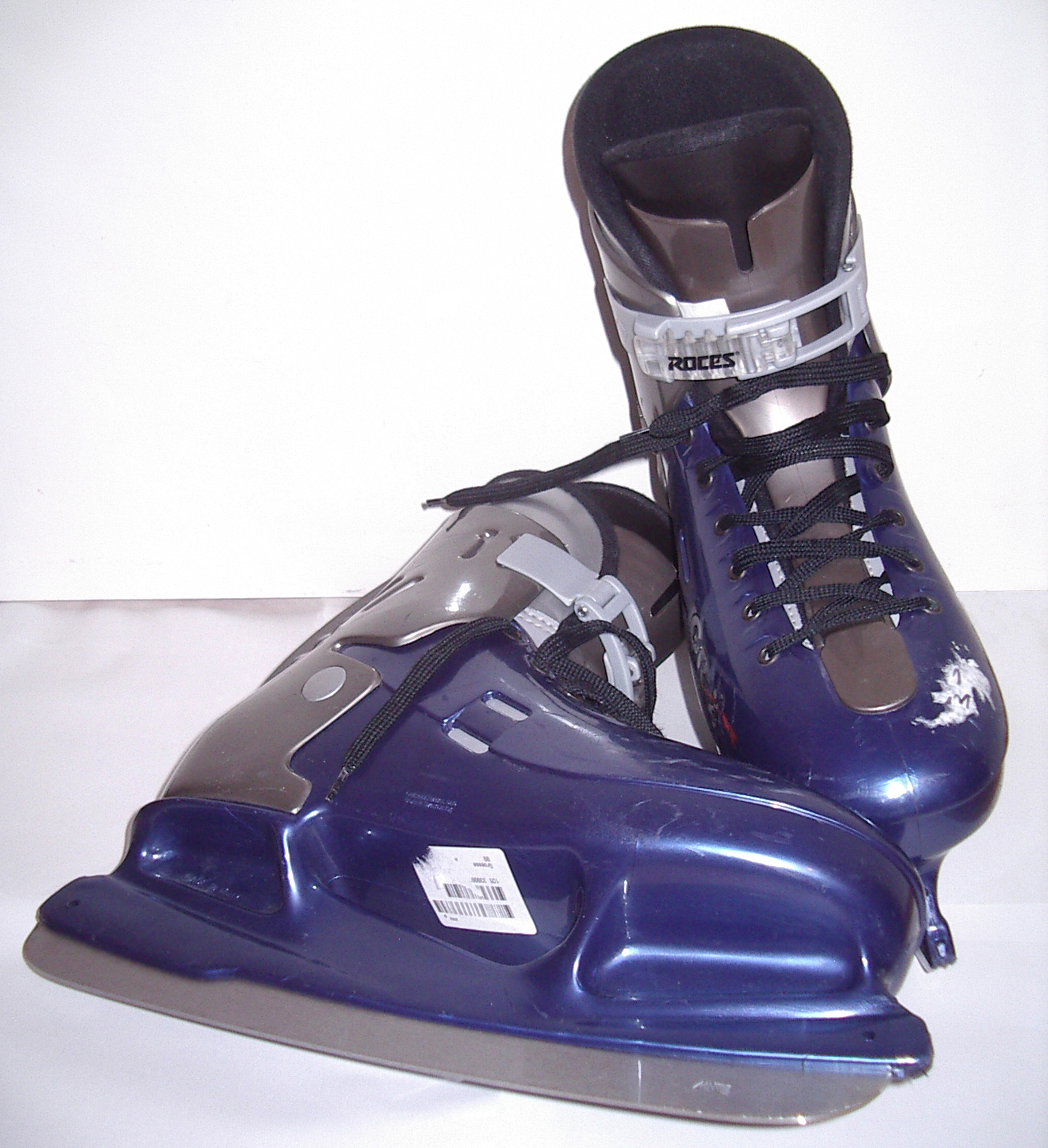
Ishockeyskridskor

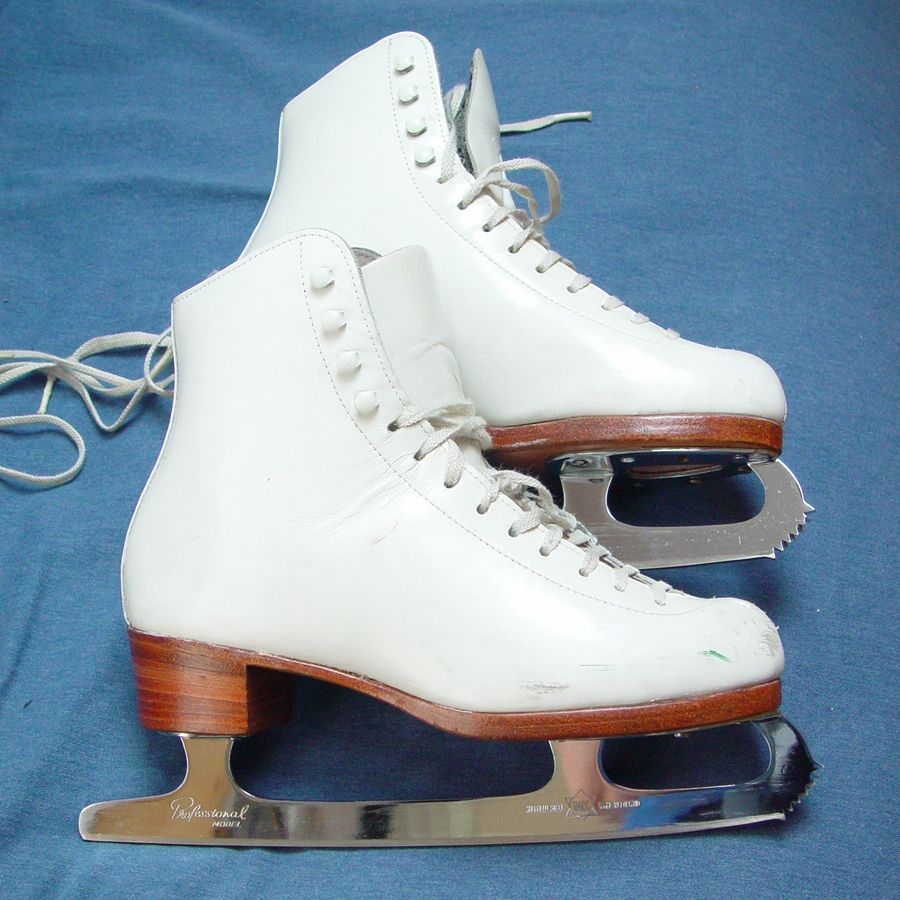
Konståkningsskridskor

Skridskor tillverkade för Oskar II

Vinterscen med skridskoåkare av Jan Griffier (1652-1718), Hallwylska museet.

Skridskor är fotbeklädnader med hårda blad som sätts fast på fötterna för skridskoåkning på is. De första kända skridskorna gjordes av ben från hjort eller boskap och betecknades ursprungligen som isläggar. Det finns numer flera olika typer av moderna skridskor men nutida som har gjorts av djurben är resultat av hobbyverksamheter och motsvarar inte dagens önskemål kring skridskoåkning.
Varianter för färd på is:
- bandyskridskor, bandyrör, se Bandy
- hastighetsåkningsskridskor se Hastighetsåkning på skridskor
- ishockeyskridskor, hockeyrör, se Ishockey
- konståkningsskridskor, se Konståkning
- långfärdsskridskor
- rörskridskor

Varianter avsedda för annat underlag än is är:
- rullskridskor med fyra parvis placerade hjul
- inlines med fyra linjärt placerade hjul

## Skridskons skena
Skridskoskenor finns i många olika modeller, bland annat med taggar och utan tagg. Konståkningsskridskor har taggar frampå skenan för att man ska kunna hoppa högre, men hockeyrör har inte taggar framtill. Skridskoskenans undersida har en form med en skålformad (konkav) yta som är en till tre millimeter bred och några centimeter längre än skridskon. Det är kanten av denna skålformade yta som utnyttjas för att ge fäste när skridskoåkaren tar sina skär. Denna kant på skenan måste slipas regelbundet eftersom skärpan på eggen mattas av eller får skåror. Ett tecken på att man behöver slipa är att skridskon halkar i sidled när man åker. Man kan skrapa utsidan på sin nagel mot skenans vassa kant för att se om skenan är vass eller inte. Om lite vitt från nageln nöts bort behöver den inte slipas. 

### Skötsel
Ett par skenor behöver skötas för att hållas i gott skick. Man bör torka sina skenor med en handduk eller trasa varje gång man har använt dem för att förhindra att skenan rostar. Förvara inte skridskorna med skyddet på. Skyddet ska endast användas då man går på och av isen. Förvara skridskorna i tygpåse, gärna var för sig.